# آنا اویرز
آنا اویرز (به انگلیسی: Anna Ewers) (زاده ۱۴ مارس ۱۹۹۳) مدل آلمانی است.